# Advokatexamen
Advokatexamen är en examen som avläggs i ett Advokatsamfunds regi som ett led i processen fram till att få använda den skyddade titeln advokat. 

## Finland
Grundkravet för att få avlägga advokatexamen är att personen tidigare har avlagt antingen en rättsnotarieexamen, juris kandidatexamen eller juris magisterexamen. Själva provet för examen innehåller tre delar, ett skriftligt, ett etiskt och en processdel. För examen krävs ett godkänt resultat på alla tre delar.

## Sverige
För att få avlägga advokatexamen krävs det att man först har en jur.kand., alternativt en juristexamen, samt minst tre års praktisk erfarenhet från ett yrkesliv som jurist. Med dessa delar uppfyllda kan den som så önskar ansöka om att bli upptagen som ledamot av Advokatsamfundet.
En advokatexamen är endast en del av processen att få kalla sig advokat. Det är alltså inte en fristående yrkesexamen för att få arbeta som jurist. Det går utmärkt att i Sverige arbeta med juridik, och som jurist, även utan att ha avlagt en advokatexamen eller att vara advokat. Detta till skillnad från de länder som använder sig av juridiska yrkesexamina, som avläggs efter akademisk studier i juridik, för att ge tillstånd att praktisera eller rådge inom juridikens område. 

## USA
I USA används inte den uppdelning mellan advokat och jurist som är vanligt i kontinentaleuropeisk rätt. Istället måste alla jurister, för att få lov att praktisera sitt yrke, avlägga en bar exam. Detta är en yrkesexamen som efter en juridisk universitetsexamen avläggs för att få praktisera juridik, även om ett fåtal delstater inte har detta system. Vissa delstater tillåter även lekmän utan juristexamen att genomföra en bar exam. 
Utan avlagd och godkänd bar exam kan man få stränga straff för att ha rådgivit en klient eller praktiserat juridik i rättegång. En 'Bar exam' gäller bara för domstolar i den delstat där den avlagts och används för att säkerställa att de som praktiserar inom delstaten har adekvata kunskaper i delstatens rättssystem. Detta då många law schools håller varierande kvalitet samt att lagstiftningen mellan delstaterna skiljer sig åt sinsemellan.. I flera delstater finns dock ett system där en jurist med bar exam från en annan delstat kan bli inbjuden av en jurist med bar exam från den relevanta delstaten. Den inbjudande juristen går då i god för den inbjudne juristens kunskaper. Den som har avlagt en delstatlig bar exam kan efter en förenklad examinering även föra talan i federal domstol.